# C'è una spia nel mio letto
Pour plus de détails, voir Fiche technique et Distribution.
C'è una spia nel mio letto est un film d'espionnage italien réalisé par Luigi Petrini et sorti en 1976.

## Synopsis
Giovanni Sebastiano Bacchi est un jeune homme qui, pour joindre les deux bouts, travaille comme masseur le jour et, en complément, comme gardien de voitures la nuit. Choisi non pas pour son expérience du terrain, le jeune homme est recruté par le Consul de Monaco pour enquêter sur la Villa Zodiaco, où une certaine Madame Gounod aurait réuni une bande de terroristes internationaux. Les services secrets de plusieurs pays, ennemis et alliés, enquêtent également sur les terroristes, déployant un agent secret américain, un agent russe et une beauté chinoise, ainsi qu'un fonctionnaire du Trésor américain, à la recherche des faux talons de dollars, agissant depuis l'intérieur de la villa.
Au terme de toutes sortes de rebondissements, dont une histoire d'amour entre Bacchi et Hélène, l'ensemble de l'histoire se révélera être un canular, avec un réalisateur se faisant passer pour un consul afin de tourner un film, mais, finalement, déclarant son intention de se consacrer, avec ses collaborateurs, au cabaret.

## Fiche technique
- Titre original italien : C'è una spia nel mio letto[1] (litt. « Il y a un espion dans mon lit »)
- Réalisation : Luigi Petrini
- Scénario : Luigi Petrini, Angelo Sangermano, Paolo Lepore
- Photographie : Luigi Ciccarese (it)
- Montage : Enzo Meniconi (it)
- Musique : Guido Lombardi (it)
- Décors : Luigi Petrini, Angelo Sangermano e Paolo Lepore
- Société de production : Team Film
- Pays de production :  Italie
- Langue originale : italien
- Format : Couleurs - Son mono - 35 mm
- Genre : film d'espionnage
- Durée : 92 minutes
- Date de sortie : 
  - Italie : 26 juin 1976

## Distribution
- Enzo Cerusico : Giovanni Sebastiano Bacchi
- Nieves Navarro (sous le nom de « Susan Scott ») : madame Gounod
- Martine Brochard : Hélène
- Gabriella Farinon (en) : Giselle
- Giuseppe Maffioli : Suslov, KGB
- Venantino Venantini : Roger, CIA
- Inga Alexandrova :
- Philippe Hersant : Samos
- Thomas Rudy :
- Anna Bacchi :
- Gino Bogliani :
- Patrizia Buffa :
- Antonio Mangano :
- Jimmy il Fenomeno :
- Malisa Longo :